# Kloster Pillenreuth
Das Kloster Pillenreuth ist ein ehemaliges Kloster der Augustinerchorfrauen in der Diözese Eichstätt; heute ist Pillenreuth nach Nürnberg eingemeindet (Südöstliche Außenstadt).

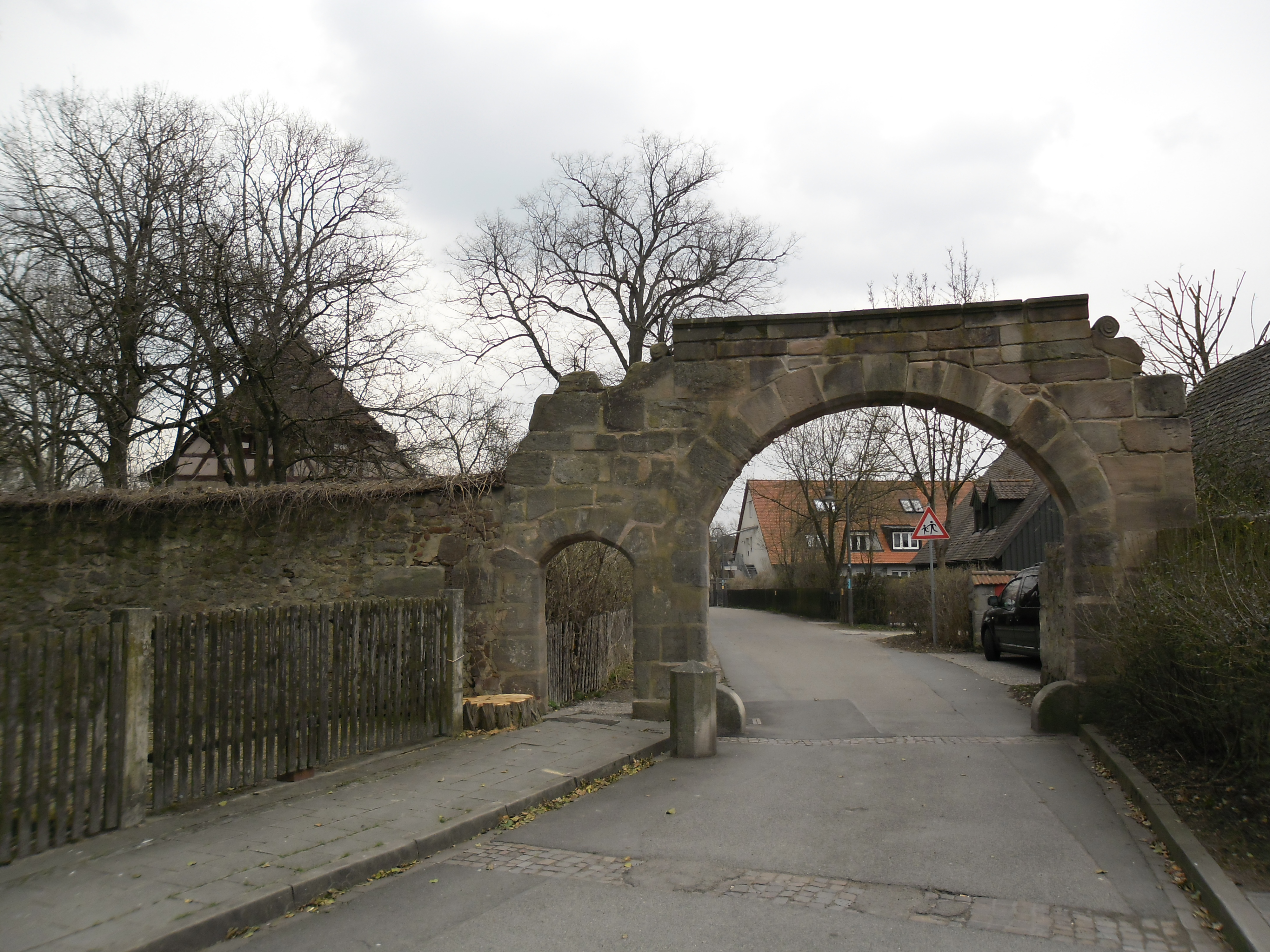
Westliches Tor zum ehemaligen Klostergelände

## Geschichte
Das Mariä Schiedung (zuletzt Maria Himmelfahrt) geweihte Augustiner-Chorfrauen-Stift wurde 1345 durch Konrad Groß gegründet. Konrad Groß war damals kaiserlicher Schultheiß in Nürnberg. 1422 übernahm Pillenreuth die Reformstatuten des Kardinals Branda und spielte damit eine Vorreiterrolle im Zuge der damaligen Bestrebungen nach einer Kirchen- und Klosterreform; so übernahm auch das Stift Inzigkofen 1431 die Pillenreuther Regel. Während des zweiten Markgrafenkrieges wurde Pillenreuth 1552 von den Truppen Albrecht Alcibiades zerstört und nicht wieder aufgebaut. Die letzte lebende Nonne übergab 1596 den Besitz der Stadt Nürnberg, die ihn im Ganzen veräußerte. Später wurde der Besitz aufgeteilt und weiterverkauft. Seit 1808/18 gehörte die Ansiedlung zu Worzeldorf und mit dieser Gemeinde kam Pillenreuth am 1. Juli 1972 im Rahmen der Gemeindegebietsreform an Nürnberg. Heute sind nur noch Reste der ehemaligen Klosteranlage vorhanden.

## Ehemalige Bibliothek
Von Bedeutung bleibt das Kloster Pillenreuth jedoch auch weiterhin durch die Bestände seiner ehemaligen Mittelalterlichen Bibliothek. Das neu gegründete und reich dotierte Kloster war wahrscheinlich zumindest bis 1379 Alterswohnsitz Heinrichs von Nördlingen, des engagierten Propagators mystischer Spiritualität und Literatur. Mit seiner Hilfe dürfte man u. a. Schriften seines „Vaters“ Tauler und Bücher aus dem Kloster Engelthal erhalten haben. Solche Texte wurden dann jedenfalls im 15. Jahrhundert in Pillenreuth erneut abgeschrieben und auch an andere Klöster ausgeliehen, als Pillenreuth nach Annahme der Reformstatuten eine lebhafte Übersetzungs-, Schreib- und Leihtätigkeit entfaltete. Besonders unter der engagierten Nonne Anna Ebin (1461–1476 Pröpstin; † 1485) wurden mit hoher Kennerschaft vor allem Texte des mystischen und des erbaulichen Schrifttums rezipiert. Dabei stand man in Austausch mit zahlreichen Reformklöstern, besonders dem Katharinenkloster Nürnberg, dem Stift Inzigkofen, den Klöstern Schönensteinbach und dem Kloster Rebdorf. Der Rezeptionstätigkeit dieses Netzwerks von Klöstern ist ein nicht unwesentlicher Teil der auf die heutige Zeit überkommenen mystischen Literatur zu verdanken.